# Arlindo Chinaglia

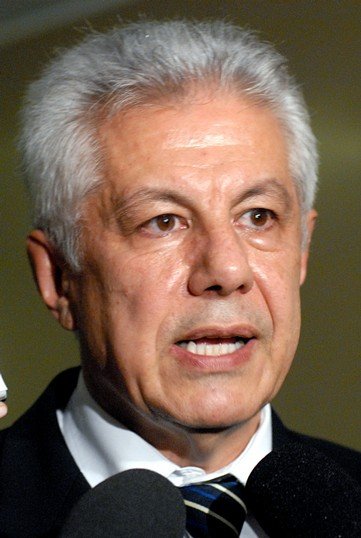
Arlindo Chinaglia

Arlindo Chinaglia Júnior (* 24. Dezember 1949 in Serra Azul, São Paulo) ist ein brasilianischer Politiker und Mediziner.

## Leben
Chinaglia studierte Medizin an der Universidade de Brasília. Er war von 1991 bis 1994 Abgeordneter in der Legislativversammlung des Bundesstaats São Paulo (ALESP). Er wurde dann zum Abgeordneten für seinen Bundesstaat in die Abgeordnetenkammer (Câmara dos Deputados) des Nationalkongresses gewählt, inzwischen im fünften Mandat in Folge. Chinaglia gehört dem Partido dos Trabalhadores (PT) an. Vom 1. Februar 2007 bis 2. Februar 2009 war Chinaglia als Nachfolger von Aldo Rebelo Präsident der Abgeordnetenkammer. Nachfolger als Parlamentspräsident wurde Michel Temer.